# Mar Dyke
Der Mar Dyke ist ein Wasserlauf in Thurrock, Essex, England. Der Mar Dyke  entsteht (51° 32′ 24″ N, 0° 19′ 53″ O) aus zwei Hauptarmen, einem nördlichen (51° 33′ 24″ N, 0° 19′ 7″ O) und einem östlichen (51° 33′ 12″ N, 0° 20′ 50″ O), die selbst wiederum aus zahlreichen kleinen Zuflüssen entstehen. Zahlreiche kleine Zuflüsse speisen auch den gemeinsamen Lauf.
Der Mar Dyke fließt zunächst in südlicher Richtung und wendet sich südöstlich von South Ockendon in westlicher Richtung, um bei Purfleet in die Themse zu münden.
- Karte mit allen Koordinaten:
- OSM |
- WikiMap